# Kabinet-Hosokawa
Het kabinet–Hosokawa (Japans: 細川内閣) was de regering van het Keizerrijk Japan van 9 augustus 1993 tot 28 april 1994.

## Kabinet–Hosokawa (1993–1994)
| Ambtsbekleder                                                | Ambtsbekleder      | Ambtsbekleder                           | Functie                                    | Ambtstermijn    | Ambtstermijn    | Partij |
| ------------------------------------------------------------ | ------------------ | --------------------------------------- | ------------------------------------------ | --------------- | --------------- | ------ |
|                                                              | Morihiro Hosokawa  | Morihiro Hosokawa 細川護熙 (1938)       | Premier                                    | 9 augustus 1993 | 28 april 1994   | JNP    |
|                                                              | Tsutomu Hata       | Tsutomu Hata 羽田孜 (1935–2017)         | Vicepremier                                | 9 augustus 1993 | 28 april 1994   | JRP    |
| Minister van Buitenlandse Zaken                              | Tsutomu Hata       | Tsutomu Hata 羽田孜 (1935–2017)         |                                            | 9 augustus 1993 | 28 april 1994   | JRP    |
|                                                              | Masayoshi Takemura | Masayoshi Takemura 武村正義 (1934–2022) | Secretaris- generaal                       | 9 augustus 1993 | 28 april 1994   | NPS    |
|                                                              |                    | Mitsuki Sato 佐藤観樹 (1942)            | Minister van Binnenlands Zaken             | 9 augustus 1993 | 28 april 1994   | JSP    |
| Voorzitter van de Commissie voor Openbare Orde en Veiligheid |                    | Mitsuki Sato 佐藤観樹 (1942)            |                                            | 9 augustus 1993 | 28 april 1994   | JSP    |
|                                                              | Hirohisa Fujii     | Hirohisa Fujii 藤井裕久 (1932–2022)     | Minister van Financiën                     | 9 augustus 1993 | 28 april 1994   | JRP    |
|                                                              | Akira Mikazuki     | Akira Mikazuki 三ヶ月章 (1921–2010)     | Minister van Justitie                      | 9 augustus 1993 | 28 april 1994   | O      |
|                                                              |                    | Hiroshi Kumagai 熊谷弘 (1940)           | Minister van Economische Zaken             | 9 augustus 1993 | 28 april 1994   | JRP    |
|                                                              | Keigo Ouchi        | Keigo Ouchi 大内啓伍 (1930–2016)        | Minister van Volksgezondheid en Welzijn    | 9 augustus 1993 | 30 juni 1994    | DSP    |
|                                                              | Chikara Sakaguchi  | Chikara Sakaguchi 坂口力 (1934)         | Minister van Arbeid                        | 9 augustus 1993 | 28 april 1994   | NKP    |
|                                                              | Ryoko Akamatsu     | Ryoko Akamatsu 赤松良子 (1929)          | Minister van Onderwijs                     | 9 augustus 1993 | 30 juni 1994    | O      |
|                                                              |                    | Shigeru Ito 伊藤茂 (1928–2016)          | Minister van Transport en Infrastructuur   | 9 augustus 1993 | 28 april 1994   | JSP    |
|                                                              |                    | Hirozo Igarashi 五十嵐広三 (1926–2013)  | Minister van Bouw en Constructie           | 9 augustus 1993 | 28 april 1994   | JSP    |
|                                                              |                    | Eijiro Hata 畑英次郎 (1928)             | Minister van Landbouw, Bosbouw en Visserij | 9 augustus 1993 | 28 april 1994   | JRP    |
|                                                              |                    | Kanzaki Buho 神崎武法 (1942)            | Minister van Communicatie en Post          | 9 augustus 1993 | 28 april 1994   | NKP    |
|                                                              | Keisuke Nakanishi  | Keisuke Nakanishi 中西啓介 (1941–2002)  | Directeur- generaal van de JSDF            | 9 augustus 1993 | 3 december 1993 | JRP    |
|                                                              | Kazuo Aichi        | Kazuo Aichi 愛知和男 (1937)             | Directeur- generaal van de JSDF            | 3 december 1993 | 28 april 1994   | JRP    |